# 蕭図古辞
蕭図古辞（蕭圖古辭、しょう とこじ、生没年不詳）は、遼（契丹）の政治家。字は何寧。契丹楮特部の出身。

## 経歴
重熙年間に出仕し、有能で知られ、左中丞に累進した。清寧初年、北面林牙を経て、北院枢密副使となった。口がうまく、道宗の顔色をうかがってうまく応対したので、日増しに寵遇されるようになった。知北院枢密使事となった。清寧6年（1060年）、知黄龍府として出向した。清寧8年（1062年）、南府宰相に任じられた。ほどなく北院枢密使となった。
枢密使として勤めること数カ月、推薦した人物の多くが耶律重元の党与となったため、耶律重元の乱の後に罷免されて庶民とされた。後に奴隷として興聖宮に入れられ、死去した。

## 伝記資料
- 『遼史』巻111 列伝第41 姦臣下